# Knuckles
Knuckles the Echidna (Japans: ナックルズ・ザ・エキドゥナ, Nakkuruzu za Ekiduna) is een personage uit de computerspellenreeks Sonic the Hedgehog.

## Personage

### Persoonlijkheid
Knuckles is een rode antropomorfe mierenegel met paarse ogen. Hij draagt altijd bokshandschoenen met punten erop.
Knuckles is de laatste van een stam mierenegels. Hij leidt een teruggetrokken bestaan op Angel Island, alwaar hij al sinds zijn geboorte de taak heeft om de Master Emerald te bewaken. Een grote diamant die altijd van zijn familie is geweest. Door zijn eenzame levensstijl is Knuckles vaak erg onnozel en koppig, en verliest ook vaak zijn geduld. Zijn korte lontje maakt dat hij makkelijk te manipuleren is, iets wat vooral Dr. Eggman meer dan eens heeft gedaan.
Knuckles is een vriendschappelijke rivaal van Sonic. De twee hebben geregeld met elkaar gevochten, maar ook samengewerkt. Knuckles lijkt vooral jaloers te zijn op Sonic vanwege diens vrije levensstijl. Knuckles is goede vrienden met Amy en Tails. Zijn rivalen zijn Sonic, Storm en Rouge.

### Vaardigheden
Knuckles is fysiek gezien een van de sterkste personages uit de Sonic-franchise. Zijn brute kracht is vaak gelijk aan Sonics snelheid. Voor Knuckles vormen zijn vuisten zijn primaire wapens. Hij kan met gemak stenen tot puin slaan. Daarnaast is hij bedreven in veel vechttechnieken. Als toevoeging aan zijn bokshandschoenen gebruikt hij soms ook metalen klauwen. Met zijn vuisten kan Knuckles zich tevens razendsnel ingraven. Tevens kan hij op grote afstand weten waar de Master Emerald zich bevindt, ook als deze is opgesplitst in meerdere stukken.

## Incarnaties

### Videospellen
Sonic the Hedgehog 3 wanneer hij Sonic aanvalt en zijn Chaos Emeralds steelt. Dit omdat hij dacht dat Sonic en Tails de Master Emerald kwamen halen.
Behalve optredens in de Sonic-spellen, speelt Knuckles ook een rol in de spin-off titel Knuckles' Chaotix.

### Animatie
Knuckles maakte zijn televisiedebuut in de serie Sonic Underground, waarin hij in vier afleveringen meespeelde. In deze serie heeft Knuckles nog steeds de rol als bewaker van de Master Emerald. Hij heeft een oogje op Sonics zusje, Sonia. In zijn debuutaflevering vocht hij met Sonic nadat Robotnik hem had wijsgemaakt dat Sonic de schurk was.
In Sonic OVA (ook bekend als Sonic the movie), aan een-uur durende tekenfilm over Sonic uit Japan, speelt Knuckles ook een rol. In deze OVA heeft hij een hoed op (deze draagt hij ook in een paar verhalen van de Archie Knuckles en Sonic stripboeken). Hij heeft een oogje op Sera, een menselijk karakter uit de Anime.
Knuckles is tevens een vast personage in de animatieserie Sonic X.

### Strips
In de Sonic-strips van Archie Comics heeft Knuckles een lange tijd zijn eigen stripserie gehad die duurde tot 1997 tot 1999. De verhalen waren door Ken Penders. De stripboekversie van Knuckles is anders dan de Anime en Game versie: Knuckles is nog steeds de bewaker van de Master Emerald maar heeft hulp van zijn vrienden Espio, Vector, Mighty the Armadillo en Charmy Bee.In zijn kindertijd werd hij getraind door zijn vader, Locke, een vorige bewaker.
Hij verliet Knuckles na een lange tijd. In zijn kindertijd ontmoette Knuckles ook Sally, en had een oogje op haar en zij ook op hem, totdat zij en Sonic 'closer' waren.
Later ontdekte Knuckles anderen van zijn soort en ontmoette zijn moeder en schoonvader (Lara-Le en Wynmacher). Hij ontmoette ook de Brotherhood (zijn grootvaders).
Zijn vijanden waren de (Dark legion geleid door zijn oom Dimitri en later door zijn nicht Lien-Da), een verrader van de Dark legion. Julie Su (de halfzus van Lien-Da) sloot zich aan bij Knuckles en zijn vrienden. Het duurde lang totdat Julie Sue hun vertrouwen wint, maar het is haar gelukt en Knuckles en zij zijn samen. In de toekomst hebben ze een dochter genaamd Lara-Su, maar hebben ervoor gekozen niet te trouwen.
In de Sonic stripboeken heeft Rouge (de vleermuis) ook een oogje op Knuckles, maar kan niet tussen Knuckles en Julie-Su komen. Dit veroorzaakt ruzies tussen Julie Su en Rouge.